# Esad Razić
Esad Razić (nascut el 27 de juliol de 1982 a Doboj, Bòsnia i Hercegovina, Iugoslàvia) és un exfutbolista bosni-suec que jugava com a davanter.
Té passaport comunitari suec.